# 末吉裕一郎
末吉裕一郎（1962年3月11日—），日本男性動畫師、人物設計師。出身於岡山縣。A型血。別名有「岡山太郎」、「大木銀太郎」。

## 來歷、人物
作畫工作室OH！Production出身。為人熟悉的參加作品是以作畫監督、原畫提攜SHIN-EI動畫作品。1995年，末吉受到同行高倉佳彥的介紹下，開始參加劇場版《蠟筆小新》系列的人物設定和設定設計的工作，從此成為電影動畫作品講求視覺的重要人物。同時還擅長動態模糊展現衝擊性視覺的畫法，不僅如此，他的作畫技術給後進動畫師湯淺政明有很大影響。因此在2004年，湯淺邀請末吉擔任電影動畫《MIND GAME》的總作畫監督。
另外，末吉從本鄉滿執導的《蠟筆小新》開始參加過許多SHIN-EI作品的製作，包含擔任《絆一擊》的人物設定及其它作品的原案。
2007年7月劇院上映由原惠一執導的電影動畫《河童之夏》因需要末吉的作畫技術，進而邀請他擔任人物設定。

## 主要參加作品
※粗體字表示說明現在參加作品。

### 電視動畫
- 哆啦A夢系列
  - 哆啦A夢 (1979年版)（1979年－2005年，原畫）
  - 哆啦A夢 (2005年版)（2005年－，原畫）
- （1986年－1987年，原畫）
- 楓葉鎮物語（1986年－1987年，原畫）
- 仙魔大戰（1988年－1989年，原畫）
- 奇天烈大百科（1988年－1996年，作畫監督）
- 時光巡邏隊（日语：T・Pぼん）（1989年，作畫監督）
- 蠟筆小新（1992年－，作畫監督、原畫、OP作畫監督&原畫）
- 神奇寶貝（1997年－2002年，原畫）
- 忍企鵝真丸（日语：忍ペンまん丸）（1997年－1998年，人物設定）
- 吉本無知子物語（日语：ヨシモトムチッ子物語）（1998年－1999年，人物設定）
- 大嘴鳥（1999年－2001年，作畫監督）
- 徽章戰士魂（2000年－2001年，OP作畫監督）
- 熱帶雨林的爆笑生活（2001年，原畫）
- 我們這一家（2002年－2009年，原畫）
- 撲殺天使朵庫蘿（2005年，OP原畫）
- 海馬（2008年，OP原畫）
- 魔法使的條件 ～夏日天空～ （2008年，作畫）
- SHIN-MEN（2010年，作畫監督、原畫）
- 怪盜Joker（2014年，客座人物設定[2]、OP原畫）
- 新黑色推銷員（2017年，作畫監督）

### OVA
- 藤子·F·不二雄SF短篇集（日语：藤子・F・不二雄 SF短編集）（「幸運兒」原畫）
- 寂寞的宇宙戰爭（日语：ひとりぼっちの宇宙戦争）（1990年，原畫）
- 貓湯（2001年，原畫）

### 電影動畫
- 哆啦A夢系列
  - 第6部：大雄的宇宙小戰爭（1985年，原畫）
  - 第16部副篇：2112年哆啦A夢的誕生（1995年，原畫）
  - 第17部副篇：哆啦美與哆啦A夢七小子的機器人學校七大不可思議（1996年，原畫）
  - 第24部：大雄與不可思議的風使者（2003年，原畫）
  - 第25部：大雄的貓狗時空傳（2004年，原畫）
  - 第29部：新·大雄的宇宙開拓史（2009年，原畫）
  - 第32部：大雄與奇蹟之島 ～動物歷險記～（2012年，原畫）
  - 第33部：大雄的秘密道具博物館（2013年，原畫）
  - 第34部：新·大雄的大魔境 ～扁扁與5人之探險隊～（2014年，原畫）
  - 第35部：大雄的宇宙英雄記（2015年，原畫）
  - 第36部：新·大雄的日本誕生（2016年，原畫）
  - 第38部：大雄的金銀島（2018年，原畫）
  - 第39部：大雄的月球探測記（2019年，原畫）
  - 第40部：大雄的新恐龍（2020年，原畫）
- 卜多力的一生劇場版（日语：グスコーブドリの伝記）（1994年，原畫）
- 蠟筆小新系列
  - 第3部：雲黑齋的野心（1995年，原畫）
  - 第4部：搞怪遊樂園大冒險（1996年，原畫）
  - 第5部：黑暗珠珠大追擊（1997年，原畫）
  - 第6部：電擊！豬蹄大作戰（1998年，原畫）
  - 第7部：爆發！溫泉激烈大決戰（1999年，原畫）
    - 蠟筆小新樂園！Made in埼玉（1999年，作畫）

  - 第8部：風起雲湧的叢林冒險（2000年，原畫）
  - 第9部：風起雲湧 猛烈！大人帝國的反擊（2001年，人物設定、原畫）
  - 第10部：風起雲湧 壯烈！戰國大會戰（2002年，人物設定、原畫）
  - 第11部：風起雲湧 光榮燒肉之路（2003年，人物設定、原畫）
  - 第12部：風起雲湧！夕陽下的春日部男孩（2004年，人物設定、原畫）
  - 第13部：3分鐘百變大進擊（2005年，怪獸設定、原畫、ED動畫）
  - 第14部：Amigo！森巴入侵計畫（2006年，原畫）
  - 第15部：小白的屁屁炸彈（2007年，人物設定、設定設計、原畫、ED動畫）
  - 第16部：風起雲湧的金矛勇者（2008年，人物設定、原畫）
  - 第17部：春日部野生王國（2009年，人物設定、原畫、ED動畫）
  - 第19部：黃金間諜大作戰（2011年，人物設定、原畫、ED動畫）
  - 第20部：我和我的宇宙公主（2012年，人物設定、原畫）
  - 第21部：超級美味！B級美食大逃亡!!（2013年，人物設定、作畫監督補、原畫、ED動畫）
  - 第22部：大對決！機器人爸爸的反擊（2014年，原畫）
  - 第23部：我的搬家物語 仙人掌大襲撃（2015年，人物設定、作畫監督、原畫）
  - 第24部：爆睡！夢世界大作戰（2016年，作畫監督、原畫）
  - 第25部：宇宙人Pi力來襲!!（2017年，人物設定、作畫監督、原畫）
  - 第26部：功夫小子 ～拉麵大亂鬥～（2018年，人物設定、作畫監督、原畫）
  - 第27部：新婚旅行風暴 ～奪回廣志大作戰～（2019年，人物設定、作畫監督、原畫）
  - 第28部：激戰！塗鴉王國與差不多四勇者（2020年，人物設定、原畫）
  - 第29部：謎案！天下春日部學院的怪奇事件（2021年，人物設定、原畫）
- 劇場版 我們這一家（2003年，原畫）
- MIND GAME（日语：マインド・ゲーム）（2004年，人物設定、總作畫監督、飾演神明）
- 河童之夏（2007年，人物設定、總作畫監督）[1]
- 崖上的波妞（2008年，原畫）
- 五彩繽紛（2010年，原畫）
- 羈絆一擊（日语：羈絆一撃）（2011年，原案、人物設定、總作畫監督）
- 狼的孩子雨和雪（2012年，原畫）

### 網路動畫
- 蠟筆小新外傳 外星人vs.新之助（日语：クレヨンしんちゃん外伝 エイリアン vs. しんのすけ）（2016年，人物設定、總作畫監督、作畫監督、原畫）
- 蠟筆小新外傳 玩具大戰（日语：クレヨンしんちゃん外伝 おもちゃウォーズ）（2016年，人物設定、總作畫監督）
- 蠟筆小新外傳 帶家族之狼（日语：クレヨンしんちゃん外伝 家族連れ狼）（2017年，人物設定）
- 蠟筆小新外傳 妖怪與野原新之助（日语：クレヨンしんちゃん外伝 お・お・お・のしんのすけ）（2017年，人物設定）

### 其它
- 怪獸家族（1999年，原畫）
- 蠟筆小新月曆（2008年－現在，作畫）
- 摯友啊 ～今後也一直...（日语：友よ 〜 この先もずっと…）（2016年，補間動畫）
- ROAD MOVIE（2017年，CD封面設計）
- 笑一笑～（2018年，CD封面設計）
- 麝香葡萄（2018年，CD封面設計）

## 相關項目
- OH！Production（日语：オープロダクション）
- SHIN-EI動畫
- 湯淺政明
- 原惠一
- 日本動畫師列表